# ديريك لونش
ديريك لونش هو سائق سيارة سباق كندي، ولد في 16 يونيو 1971 في أونتاريو في كندا.